# Human Genome Organisation
Human Genome Organisation (HUGO) startades år 1990 med ett mål att sekvensera DNA i alla kromosomer i människan – det så kallade Human Genome Project. Detta beräknade man skulle ta 15 år, men projektet var klart år 2003, efter 13 år. Samtidigt som HUGO-projektet har man också sekvenserat DNA hos hundratals andra organismer. DNA-sekvenserna finns lagrade på internetdatabaser.